# Tennistavolo ai XIV Giochi del Mediterraneo
Il torneo di tennistavolo dei XIV Giochi del Mediterraneo ha previsto 4 gare: 2 maschili e 2 femminili. Quelli maschili sono stati divisi in singolare e doppio così come quelli femminili.

## Podi

### Uomini
| Evento                      | Oro                                               | Argento                               | Bronzo                             |
| Singolo maschile (dettagli) | Damien Eloi                                       | Bojan Tokic                           | Slobodan Grujic                    |
| Doppio maschile (dettagli)  | Jugoslavia Aleksandar Karakasevic Slobodan Grujic | Spagna Daniel Torres Alfredo Carneros | Francia Dorian Quentel Damien Eloi |

### Donne
| Evento                       | Oro                                      | Argento                               | Bronzo                               |
| Singolo femminile (dettagli) | Tamara Boroš                             | Alessia Arisi                         | Anne-Sophie Gourin                   |
| Doppio femminile (dettagli)  | Jugoslavia Gordana Plavsic Biljana Golic | Slovenia Petra Dermastja Helena Halas | Croazia Cornelia Vaida Sandra Paovic |

## Medagliere
| Posizione | Paese      |   |   |   | Totale |
| --------- | ---------- | - | - | - | ------ |
| 1         | Jugoslavia | 2 | 0 | 1 | 3      |
| 2         | Francia    | 1 | 0 | 2 | 3      |
| 3         | Croazia    | 1 | 0 | 1 | 2      |
| 4         | Slovenia   | 0 | 2 | 0 | 2      |
| 5         | Spagna     | 0 | 1 | 0 | 1      |
|           | Italia     | 0 | 1 | 0 | 1      |
| Totale    | Totale     | 4 | 4 | 4 | 12     |